# Flabellum hoffmeisteri
Flabellum hoffmeisteri är en korallart som beskrevs av Stephen D. Cairns och Parker 1992. Flabellum hoffmeisteri ingår i släktet Flabellum och familjen Flabellidae. Inga underarter finns listade i Catalogue of Life.